# Bréguet-Sabin
Bréguet - Sabin è una stazione della metropolitana di Parigi sulla linea 5, ubicata nell'XI arrondissement di Parigi.

## La stazione
La stazione venne aperta nel 1906 e il suo nome deriva dalla famiglia Breguet (o Bréguet), orologiai di origine Svizzera, e in particolare ad Abraham-Louis Breguet, che inventò inventò e brevettò nel 1801 il meccanismo a tourbillon. Suo nipote Louis Breguet inventò poi degli apparecchi elettrici e radio-telegrafici. Il figlio di questi, Antoine Breguet, costruì un anemometro elettrico, e a sua volta il figlio di Antoine, Louis Charles Breguet, fu un pioniere dell'aviazione attraversando l'oceano Atlantico da est ad ovest nel 1930. Nel nome della stazione, Breguet è abbinato a Angelesme de Saint-Sabin, che fu sindaco di Parigi nel 1777.
La stazione Breguet - Sabin è stata chiusa per lavori dal 5 marzo al 15 maggio 2007.

## Interconnessioni
- Bus RATP - 69

## Galleria d'immagini

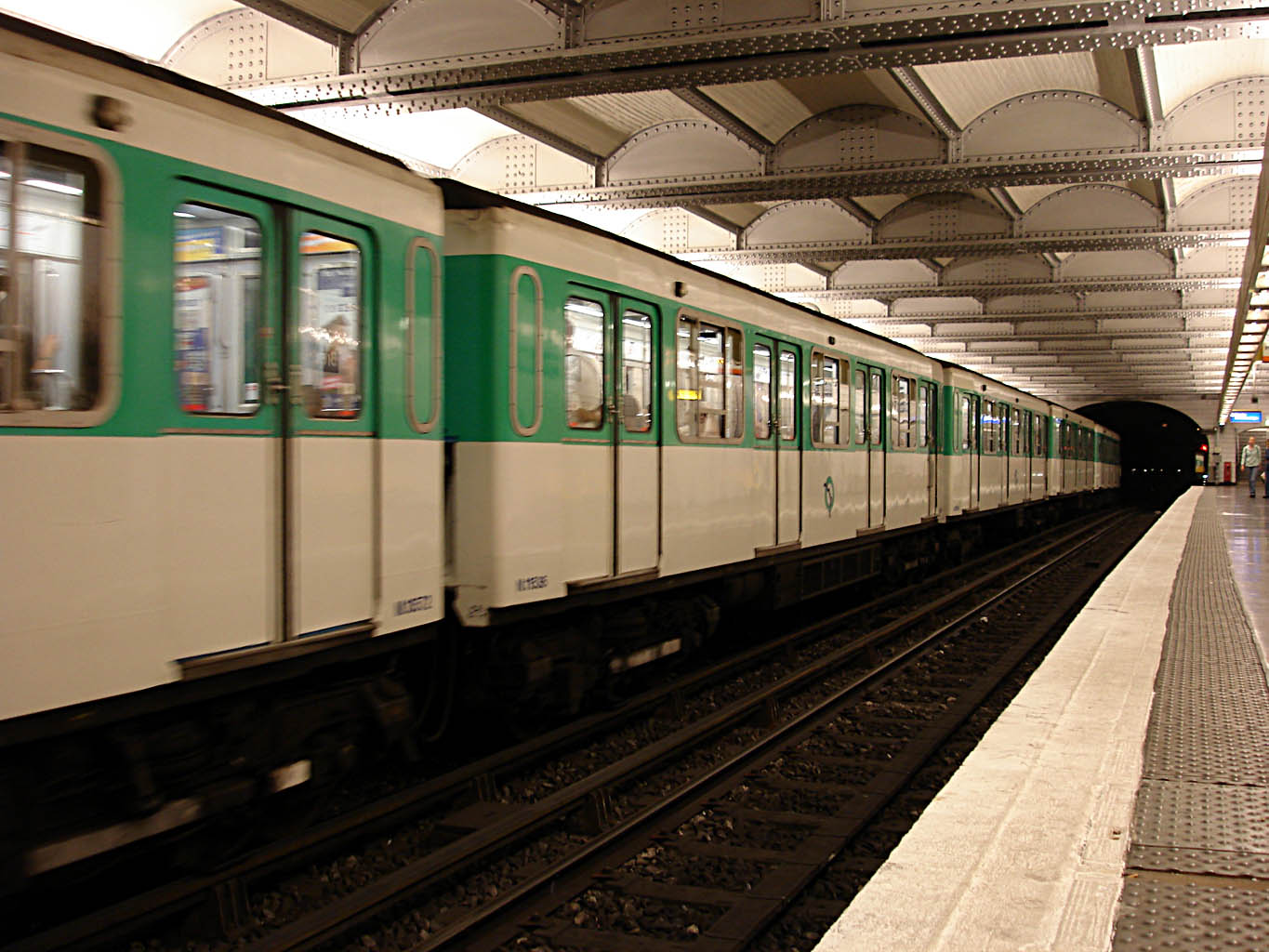
Convoglio in transito
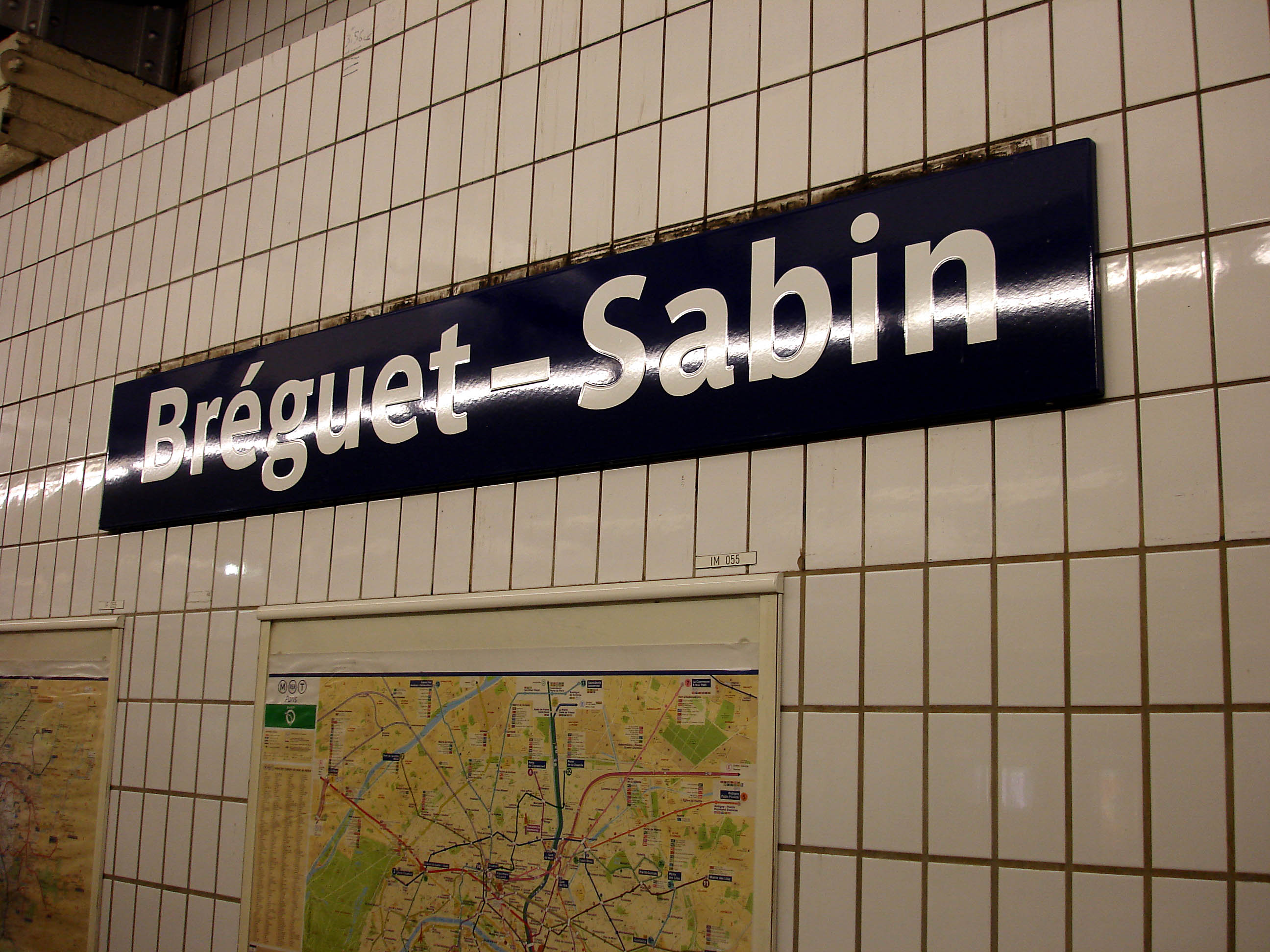
Cartello
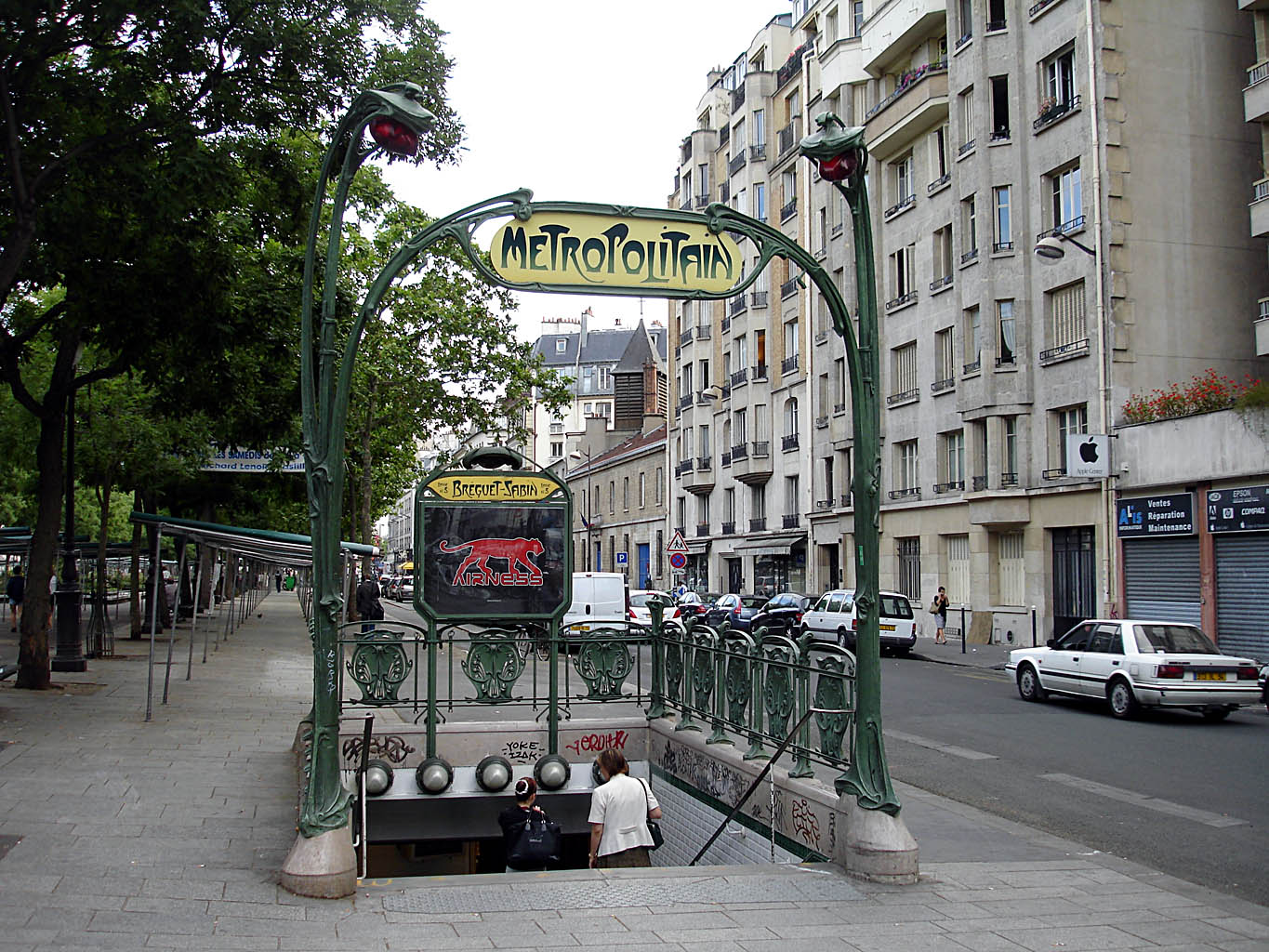
Uno degli accessi